# ディディエ・ラ・トーレ
ディディエ・ジャンピエル・ラ・トーレ・アラーナ（Didier Jeanpier La Torre Arana, 2002年3月21日 - ）は、ペルー・リマ郡リマ出身のサッカー選手。Jリーグ・藤枝MYFC所属。ポジションはMF。

## クラブ経歴
2020年にアリアンサ・リマのトップチームに昇格し、同年シーズン終盤にプロデビュー。
2021年1月18日、FCエメンと2年契約を締結した。
2025年8月10日、藤枝MYFCに移籍。

## 代表歴
2019年にU-17のペルー代表として、南米U-17選手権に出場した。